# Fiat AS.3
Il Fiat AS.3 fu un motore aeronautico italiano con architettura a 12 cilindri a V, raffreddato a liquido, realizzato dalla Fiat Aviazione per la partecipazione alla Coppa Schneider nell'edizione del 1927, da parte dell'idrocorsa Macchi M.52.

## Progettazione e sviluppo
L'AS.3 (dove A.S. significa "Aviazione Spinto") è sviluppato dal precedente Fiat AS.2 aumentandone Alesaggio e corsa, mantenendo tuttavia la medesima sezione frontale, grazie ad un accorciamento delle bielle.
I due idrocorsa approntati con questo propulsore dovettero ritirarsi dalla competizione a causa di problemi di messa a punto ai motori stessi, lasciando la vittoria agli inglesi con il Supermarine S.5.

## Velivoli utilizzatori
- Macchi M.52

## Caratteristiche tecniche (AS.3)

### Caratteristiche generali
- Architettura: 12 cilindri a V
- Alesaggio: 145 mm (5.7 in)
- Corsa: 175 mm (6.9 in)
- Cilindrata: 34.6 L (2,111.4 cu in)
- Larghezza: 720 mm (28.3 in)
- Altezza: 850 mm (33.5 in)
- Peso a secco: 423 kg (933 lb)

### Componentistica
- Distribuzione: Due valvole di aspirazione e due di scarico per cilindro
- Alimentazione: Carburatore
- Carburante: Benzina avio
- Raffreddamento: A liquido

### Prestazioni
- Potenza: 746 kW (1,000 hp) a 2,400 giri/min.
- Rapporto di compressione: 6.7:1
- Rapporto potenza-peso: 1.76 kW/kg (1 hp/lb)